# James Blaine
Pour les articles homonymes, voir Blaine.
James Gillespie Blaine, né le 31 janvier 1830 à West Brownsville et mort le 27 janvier 1893 à Washington, est un homme d'État américain. Membre du Parti républicain, il représente le Maine à la Chambre des représentants des États-Unis de 1863 à 1876, présidant cette assemblée de 1869 à 1875, puis au Sénat des États-Unis de 1876 à 1881.
Blaine exerce à deux reprises la fonction de secrétaire d'État des États-Unis, d'abord en 1881 dans les administrations des présidents James A. Garfield et Chester A. Arthur, puis de 1889 à 1892 dans l'administration du président Benjamin Harrison. Il est avec Daniel Webster l'un des deux seuls secrétaires d'État à avoir occupé le poste sous trois présidents différents. Blaine cherche sans succès à être désigné candidat du Parti républicain aux élections présidentielles de 1876 et 1880 avant de réussir en 1884. Lors de cette élection, il est battu de justesse par le candidat démocrate Grover Cleveland. Blaine est l'une des principales figures du Parti républicain du dernier quart du XIXe siècle et, en particulier, de sa faction réformiste modérée, plus tard connue sous le nom de « Half-Breeds ».
Blaine est né à West Brownsville dans l'ouest de la Pennsylvanie et s'établit dans le Maine, où il devient journaliste, après avoir terminé ses études. Surnommé « l'homme magnétique », c'est un orateur charismatique à une époque où l'éloquence est prisée. Au commencement de sa carrière politique, il soutient le président Abraham Lincoln et l'effort de guerre de l'Union dans la guerre de Sécession. Pendant la Reconstruction, Blaine est un partisan du droit de vote des Noirs mais s'oppose à certaines des mesures les plus coercitives des républicains radicaux. Initialement en faveur de tarifs douaniers élevés, il œuvre plus tard à leur réduction et au développement du commerce international. En raison de son intérêt pour la promotion et la construction des chemins de fer, Blaine est notoirement soupçonné de corruption dans l'attribution des chartes ferroviaires, en particulier après la révélation des lettres Mulligan. Bien qu'aucune preuve formelle de corruption n'ait jamais fait surface, ces allégations perturbent sa campagne présidentielle en 1884.
En tant que secrétaire d'État, Blaine est une figure transitoire, marquant la fin d'une ère isolationniste en politique étrangère et préfigurant les débuts du Siècle américain. Ses efforts pour développer le commerce et l'influence des États-Unis amorcent le virage du pays vers une politique étrangère plus active. Pionnier de la réciprocité tarifaire, il encourage une plus grande implication dans les affaires latino-américaines. Expansionniste, la politique de Blaine conduit en moins d'une décennie à l'acquisition de colonies dans le Pacifique et à l'établissement de la domination américaine dans les Caraïbes.

## Jeunesse et débuts en politique

### Famille et enfance
James Gillespie Blaine naît le 31 janvier 1830 à West Brownsville, dans l'ouest de la Pennsylvanie, troisième enfant d'Ephraim Lyon Blaine et de son épouse Maria Blaine, née Gillespie. Il a deux sœurs aînées, Harriet et Margaret. Le père de Blaine est un homme d'affaires et propriétaire terrien pennsylvanien et la famille vit dans un relatif confort. Du côté de son père, Blaine descend de colons irlando-écossais qui se sont installés en Pennsylvanie en 1745. Son arrière-grand-père, aussi nommé Ephraim Blaine, a été commissaire-général sous les ordres de George Washington durant la guerre d'indépendance des États-Unis. La mère de Blaine et ses ancêtres sont des catholiques irlandais qui ont immigré en Pennsylvanie dans les années 1780. Les parents de Blaine se sont mariés en 1820 selon le rite catholique, bien que son père soit resté presbytérien. Selon un compromis commun à l'époque, les Blaine élèvent leurs filles dans la foi catholique de leur mère et leur fils dans celle, protestante, de son père. Une cousine de Blaine, Angela Gillespie, est une religieuse catholique et la fondatrice de la branche américaine des Sœurs de la Sainte-Croix. En politique, le père de Blaine soutient le Parti whig.
Selon les biographes de Blaine, son enfance est « harmonieuse » et il s'intéresse très tôt à l'histoire et à la littérature. À treize ans, il s'inscrit au Washington College (en), alma mater de son père située non loin à Washington, en Pennsylvanie. Blaine est membre de la Washington Literary Society, l'un des clubs de débat de l'établissement. Il réussit sur le plan académique, finissant parmi les premiers de sa promotion et prononçant le discours de bienvenue en juin 1847. Après avoir obtenu son diplôme, il envisage de s'inscrire à la faculté de droit de Yale mais décide finalement de chercher un emploi à l'ouest.

### Enseignant et journaliste

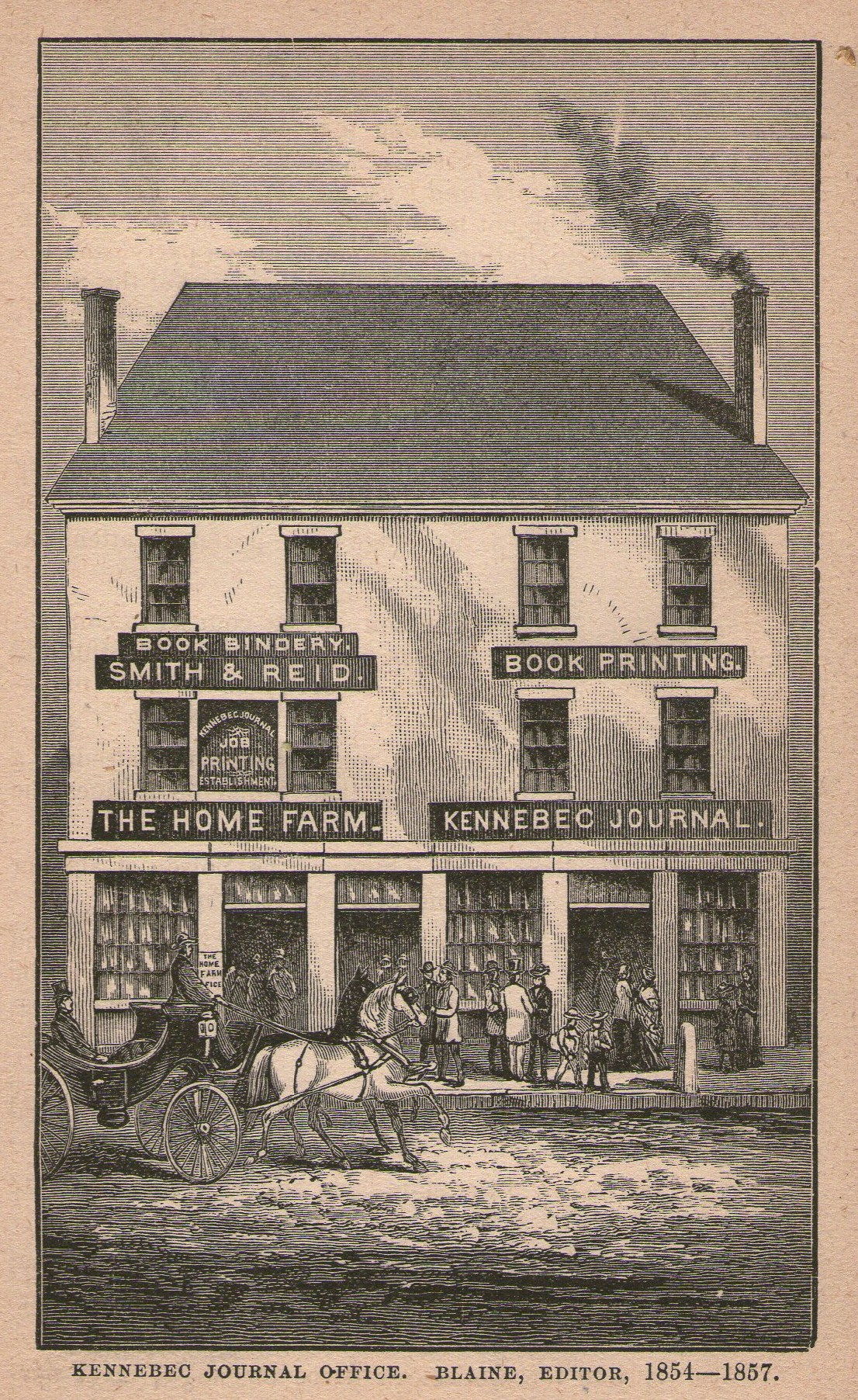
Les bureaux du Kennebec Journal à Augusta à l'époque où Blaine est rédacteur en chef.

En 1848, Blaine est embauché comme professeur de mathématiques et de langues anciennes au Western Military Institute de Georgetown, dans le Kentucky. Bien que, âgé de dix-huit ans, il soit plus jeune qu'un grand nombre de ses étudiants, Blaine s'adapte bien à sa nouvelle profession. Il en vient à apprécier son État d'adoption et devient un admirateur du sénateur du Kentucky Henry Clay. Il fait également la connaissance d'Harriet Stanwood, native du Maine, qui enseigne non loin au Millersburg Female College. Ils se marient le 30 juin 1850. Blaine envisage à nouveau d'étudier le droit mais préfère rendre visite à sa famille en Pennsylvanie avec sa nouvelle épouse. Ils vivent ensuite avec la famille d'Harriet Blaine à Augusta, dans le Maine, pendant quelques mois, et ont là-bas leur premier enfant, Stanwood Blaine, en 1851. Le jeune ménage s'établit peu après à Philadelphie où Blaine obtient en 1852 un emploi à la Pennsylvania Institution for the Instruction of the Blind, aujourd'hui Overbrook School for the Blind, où il enseigne les sciences et la littérature.
Les bibliothèques de Philadelphie offrent à Blaine une dernière occasion de commencer à étudier le droit mais, en 1853, il reçoit une offre plus tentante : devenir rédacteur en chef et copropriétaire du Kennebec Journal, publié dans le Maine. Blaine a été plusieurs fois en vacances dans l'État d'origine de sa femme et s'est lié d'amitié avec les responsables du journal. Lorsque son fondateur, Luther Severance (en), prend sa retraite, Blaine est invité à acheter le titre en tandem avec le co-rédacteur en chef Joseph Baker. Blaine accepte sans tarder et emprunte la somme nécessaire aux frères de son épouse. En 1854, Baker vend ses parts à John L. Stevens (en), un pasteur local. Le Kennebec Journal est favorable au Parti whig, ce qui correspond aux opinions politiques de Blaine et Stevens. Ce choix du métier de journaliste, aussi inattendu soit-il, lance la longue carrière politique de Blaine. Son acquisition du Kennebec Journal coïncide avec le déclin du Parti whig et l'émergence du Parti républicain, que Blaine et Stevens soutiennent activement dans les pages de leur publication. Le journal est un succès financier et Blaine peut bientôt investir ses revenus dans des mines de charbon en Pennsylvanie et en Virginie, établissant les bases de sa future fortune.

### Carrière politique dans le Maine
Homme de presse favorable aux républicains, Blaine est naturellement amené à s'impliquer dans les activités du parti. En 1856, il fait partie des délégués à la première convention nationale républicaine (en). Blaine, se sentant proche de la faction conservatrice du parti depuis les débuts de celui-ci, soutient la désignation en tant que candidat à l'élection présidentielle du juge de la Cour suprême John McLean contre l'ancien sénateur de Californie John C. Frémont, plus radical, qui est finalement choisi. Blaine se voit offrir l'année suivante le poste de directeur du Portland Daily Advertiser, qu'il accepte, cédant ses parts du Kennebec Journal peu de temps après. Il continue cependant de vivre à Augusta avec sa femme et ses enfants. Bien que leur premier-né, Stanwood, soit mort en bas âge, Harriet et Blaine ont eu deux autres fils les années suivantes : Walker, en 1855, et Emmons, en 1857. Ils ont par la suite quatre autres enfants : Alice, James, Margaret et Harriet. Blaine renonce à cette époque à sa confession presbytérienne et adopte celle de son épouse, devenant membre de la South Parish Congregational Church à Augusta.
En 1858, Blaine est candidat aux élections de la Chambre des représentants du Maine et remporte un siège. Il est candidat à sa réélection en 1859, 1860 puis 1861 et l'emporte à chaque fois à une large majorité. Ces responsabilités supplémentaires poussent Blaine à réduire son implication dans le Portland Daily Advertiser en 1860 et, rapidement, il cesse toute activité journalistique. Entre-temps, son influence politique grandit lorsqu'il devient président du comité républicain du Maine, remplaçant son ancien associé Stevens. Blaine n'est pas délégué à la convention républicaine de 1860 (en) mais, partisan enthousiaste d'Abraham Lincoln, il s'y rend tout de même. De retour dans le Maine, il est élu président de la Chambre des représentants de l'État en 1861 et réélu en 1862. Lorsque la guerre de Sécession éclate en 1861, il soutient l'effort de guerre du président Lincoln et s'assure que la Chambre et le Sénat du Maine votent la formation et l'équipement d'unités militaires destinées à rejoindre l'armée de l'Union.

## Chambre des représentants (1863-1876)

### Élection
Blaine envisage de se présenter aux élections (en) de la Chambre des représentants des États-Unis dans le 4e district du Maine (en) en 1860 mais accepte de se retirer lorsque l'ancien gouverneur Anson P. Morrill (en) déclare vouloir s'y présenter également. Morrill est élu mais, après qu'un redécoupage électoral a placé Blaine dans le 3e district (en) pour les élections de 1862 (en), il l'autorise à se présenter. Mettant en avant son soutien à l'effort de guerre dans sa campagne, Blaine l'emporte à une large majorité bien que le Parti républicain perde un nombre important de sièges à l'échelle nationale en raison des faibles succès militaires de l'Union à cette date. Lorsque Blaine prend ses fonctions en décembre 1863, au début du 38e Congrès (en), l'armée de l'Union a renversé le cours de la guerre par ses victoires à Gettysburg et Vicksburg.
Durant son premier mandat, Blaine prend peu la parole, se contentant pour l'essentiel de soutenir l'effort de guerre de l'administration Lincoln. Il affronte à plusieurs reprises le meneur de la faction radicale des républicains, le Pennsylvanien Thaddeus Stevens, d'abord au sujet du paiement des dettes que l'État a contractées pour financer la guerre, puis à propos de la politique monétaire, spécifiquement des nouveaux billets verts, dits « greenbacks », émis par l'Union depuis 1861. En outre, Blaine s'exprime en faveur de la clause de commutation des peines incluse dans la loi sur la conscription militaire votée en 1863 et propose un amendement constitutionnel qui autoriserait le gouvernement fédéral à taxer les exportations, mais il n'est pas adopté.

### Reconstruction etimpeachment

James Blaine photographié entre 1860 et 1875.

Blaine est réélu en 1864 et, lorsque le 39e Congrès (en) se réunit en décembre 1865, la Reconstruction des États confédérés défaits est désormais le principal enjeu. Bien qu'il ne fasse pas partie de la commission chargée de rédiger la première version du quatorzième amendement, Blaine fait savoir que, selon lui, seule l'approbation des trois quarts des États unionistes devrait être requise pour le ratifier, plutôt que celle des trois quarts de tous les États. Il n'est pas suivi et cette prise de position le place inhabituellement du côté des radicaux. Le Congrès, dominé par les républicains, intervient en outre dans la gouvernance des États du Sud reconquis, dépose les gouvernements installés par le président Andrew Johnson et leur substitue des gouvernements militaires sous son contrôle. Blaine vote ces nouvelles mesures plus sévères mais se montre aussi favorable à un certain degré d'indulgence envers les rebelles lorsqu'il s'oppose à un projet de loi qui aurait interdit aux sudistes de s'inscrire à l'Académie militaire des États-Unis. Blaine vote pour la destitution du président Johnson en 1868, bien qu'il s'y soit opposé dans un premier temps. Plus tard, Blaine a exprimé ses doutes quant à la validité des accusations portées contre Johnson, écrivant dans ses mémoires que « les opinions de personnes également qualifiées pour en juger divergeaient considérablement » à leur sujet, mais il se conforme aux instructions de ses chefs.

### Politique monétaire
Poursuivant son conflit antérieur avec Stevens, Blaine est à la tête des partisans d'un dollar fort au Congrès. Après l'émission de 150 millions de dollars sous forme de greenbacks — qui ne sont pas convertibles en or —, le dollar est au plus bas. Un groupe bipartite d'inflationnistes, mené par le républicain Benjamin F. Butler et le démocrate George H. Pendleton, souhaite préserver le statu quo et autoriser le Trésor à continuer d'émettre des greenbacks et même à les utiliser pour payer les intérêts dus sur les obligations antérieures à la guerre. Blaine juge qu'un tel projet reviendrait à trahir la promesse que la nation a faite aux investisseurs lorsque la seule monnaie était l'or. Il s'exprime plusieurs fois à ce sujet, estimant que les greenbacks n'avaient jamais été qu'une mesure d'urgence destinée à éviter la banqueroute pendant la guerre. Blaine et ses alliés finissent par l'emporter mais la question reste en suspens jusqu'en 1879, lorsque tous les greenbacks restants deviennent convertibles en or suivant la loi de 1875 (en) relative au rétablissement des paiements en espèces.

### Président de la Chambre des représentants
Durant ses trois premiers mandats au Congrès, Blaine s'est bâti une réputation de fin connaisseur des procédures parlementaires et, hormis une querelle grandissante avec le sénateur Roscoe Conkling, de New York, est devenu populaire parmi ses collègues républicains. En mars 1869, lorsque le président de la Chambre des représentants (« Speaker » en anglais) Schuyler Colfax démissionne à la fin du 40e Congrès (en) pour devenir vice-président, le très respecté Blaine est unanimement choisi par le caucus républicain pour remplir cette fonction au sein du 41e Congrès (en). Blaine l'emporte facilement le 4 mars 1869 contre le démocrate Michael C. Kerr (en), de l'Indiana, par 135 voix contre 57. Les républicains gardent le contrôle de la Chambre des représentants des 42e (en) et 43e Congrès (en) et Blaine est réélu au début de chacune des deux législatures. Sa présidence prend cependant fin en mars 1875 après que les démocrates ont obtenu la majorité des sièges aux élections de 1874 (en).

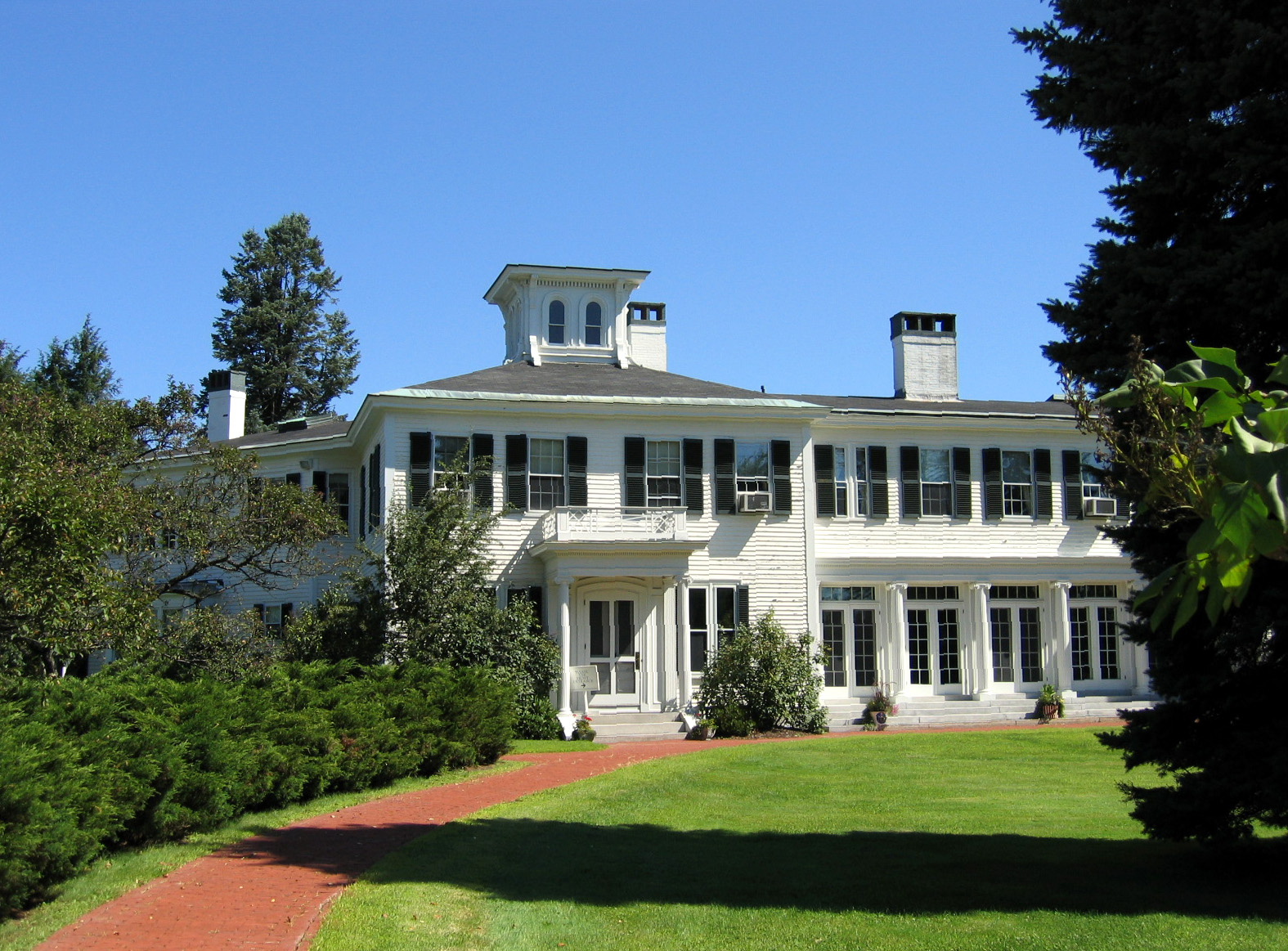
La Blaine House, résidence des gouverneurs du Maine à Augusta.

Blaine est un Speaker efficace et charismatique. Selon le journaliste de Washington Benjamin Perley Poore, sa « silhouette aussi gracieuse qu'imposante, ses traits marqués, à la santé rayonnante, et ses manières honnêtes et cordiales, en faisaient un orateur magnétique et un ami estimé ». Le président républicain Ulysses S. Grant apprécie l'habilité et la loyauté avec lesquelles il remplit son office. Blaine se plaît à ce poste et s'ancre à Washington où il achète une résidence spacieuse rue quinzième. À la même époque, sa famille emménage dans un hôtel particulier à Augusta,.
Durant les six années où Blaine est en fonction, sa popularité continue d'augmenter et, dans la période qui précède la convention républicaine de 1872 (en), les républicains déçus par Grant évoquent une potentielle candidature du Speaker à l'élection présidentielle. Cependant, Blaine soutient Grant et œuvre loyalement à sa réélection. La renommée croissante de Blaine lui attire aussi l'animosité des démocrates et, lorsque le scandale du Crédit Mobilier (en) éclate pendant la campagne présidentielle, il est accusé d'avoir reçu des pots-de-vin. Il est découvert que des compagnies ferroviaires ont acheté des élus et fonctionnaires fédéraux pour qu'ils ferment les yeux sur des contrats publics surfacturés. Blaine nie toute implication et aucune preuve satisfaisante n'est trouvée contre lui. Sans que cela le blanchisse absolument, il est vrai que la loi ayant rendu la fraude possible a été écrite avant son entrée au Congrès. Plusieurs autres républicains de premier plan sont touchés par le scandale, en particulier le vice-président Colfax, colistier de Grant, qui est écarté au profit d'Henry Wilson.
Bien qu'il soutienne une amnistie générale des anciens sudistes, Blaine s'oppose à ce qu'elle inclue l'ex-président confédéré Jefferson Davis et œuvre avec Grant au passage du Civil Rights Act de 1875 en réaction aux violences et à la privation progressive de leurs droits civiques dont sont victimes les Noirs dans le Sud. Il s'abstient de voter lorsque, la même année, la Chambre des représentants vote à une écrasante majorité une résolution en faveur d'une limite de deux mandats pour le président des États-Unis, craignant de paraître intéressé. Partisan loyal du président, Blaine ne semble pourtant pas être entaché aux yeux du public par les scandales successifs qui secouent l'administration Grant ; selon son biographe David S. Muzzey, Blaine n'a au contraire jamais été aussi populaire qu'à l'époque où il préside la Chambre des représentants. Les républicains modérés voient en lui une alternative aux dirigeants républicains les plus corrompus et certains d'entre eux vont jusqu'à l'encourager à fonder un nouveau parti. Cette base de réformistes modérés, plus tard appelés « Half-Breeds », demeure acquise à Blaine bien qu'il reste républicain.

### L'amendement Blaine
Une fois qu'il n'est plus Speaker, Blaine est libre de concentrer ses efforts sur ses ambitions présidentielles et le travail législatif. Il se saisit notamment du sujet de l'éducation. En 1875, le président Grant insiste dans plusieurs discours sur l'importance de la séparation de l'Église et de l'État et le droit de toute personne à une instruction publique et gratuite. Blaine pense que ces questions sont susceptibles d'éloigner les scandales de l'administration Grant du débat public et de redonner l'ascendant moral aux républicains. En décembre 1875, il propose une résolution commune connue sous le nom d'amendement Blaine.
Le texte avancé inscrirait dans la Constitution une conception de la séparation de l'Église et de l'État conforme à celle de Grant et Blaine :

« Aucun État n'adoptera de loi qui concerne l'établissement d'une religion ou interdise son libre exercice ; et dans aucun État l'argent collecté par l'impôt pour financer les écoles publiques, ou dérivé de tout autre fonds public destiné à celles-ci, ni aucun terrain public qui leur est consacré, ne sera jamais sous le contrôle d'une quelconque secte religieuse ; et l'argent ainsi collecté ou les terres ainsi consacrées ne devront pas non plus être divisés entre plusieurs sectes ou confessions religieuses. »

Cet amendement interdit en pratique à toute école religieuse de recevoir des fonds publics, quoiqu'il ne fasse pas avancer l'autre projet de Grant : exiger des États fédérés qu'ils assurent l'instruction publique de tous les enfants. La proposition de Blaine est adoptée par la Chambre des représentants mais rejetée par le Sénat. Malgré cet échec, qui expose Blaine à l'accusation d'être hostile aux catholiques, l'épisode sert ses objectifs en ralliant les protestants aux républicains et en faisant de lui l'un des principaux dirigeants du parti.

## Élection présidentielle de 1876

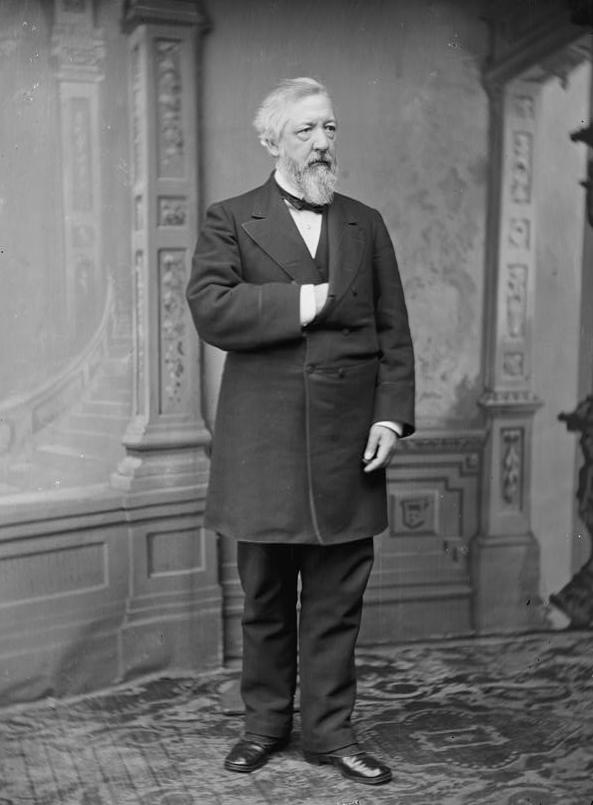
James Blaine photographié entre 1865 et 1880.

### Les lettres Mulligan
Blaine se lance dans la campagne présidentielle de 1876 en position de favori, mais ses chances de victoire sont presque aussitôt compromises par l'éclatement d'un scandale. En février, la rumeur court que Blaine aurait été soudoyé par la compagnie ferroviaire Union Pacific, qui lui a versé 64 000 dollars pour des obligations de la Little Rock and Fort Smith Railroad, pourtant sans valeur,. Blaine conteste ces accusations et la direction de l'Union Pacific lui emboîte le pas. Blaine soutient que ses rapports avec la Little Rock and Fort Smith Railroad se sont limités à l'achat d'obligations au prix du marché et qu'il a en réalité perdu de l'argent au cours de l'opération. Les représentants démocrates, cependant, demandent l'ouverture d'une enquête parlementaire. Les premiers témoignages semblent aller dans le sens de Blaine jusqu'à ce qu'un ancien employé de son beau-frère à Boston, James Mulligan, affirme le 31 mai que les allégations sont vraies, qu'il a lui-même organisé la transaction et qu'il tient en sa possession des lettres qui le prouvent. Celles-ci s'achèvent par une demande accablante : « Ayez la gentillesse de brûler cette lettre. » Ce soir-là, après que la commission d'enquête a suspendu l'audience, Blaine s'entretient avec Mulligan dans sa chambre d'hôtel. Le déroulement de la rencontre est incertain mais Blaine obtient les lettres ou, ainsi que Mulligan le rapporte ensuite à la commission, les arrache des mains de ce dernier avant de s'enfuir. Dans tous les cas, Blaine détient les documents et refuse de les remettre à la commission.
Rapidement, l'opinion publique se retourne contre Blaine ; le New York Times du 3 juin titre : « L'investiture de Blaine est désormais exclue ». Blaine plaide sa cause devant la Chambre des représentants le 5 juin : il proclame théâtralement son innocence et accuse les démocrates du Sud (en) d'exploiter la situation pour se venger de l'exclusion de Jefferson Davis de la loi d'amnistie l'année précédente. Il choisit de lire une partie des lettres à voix haute, affirmant : « Grâce à Dieu, je n'ai pas peur de les montrer ! », et reçoit les excuses du président de la commission d'enquête. Blaine semble alors reprendre l'avantage mais l'épisode a affecté sa santé et, le 14 juin, il s'effondre en sortant d'une église après l'office. Ses opposants l'accusent d'avoir simulé l'incident pour gagner les faveurs du public ; un journal démocrate titre : « Blaine feint de s'évanouir ». Néanmoins, ses déboires lui attirent la sympathie des républicains et lorsque, peu après, la convention républicaine (en) se réunit à Cincinnati, dans l'Ohio, Blaine est en bonne place pour l'emporter.

### Plumed Knight

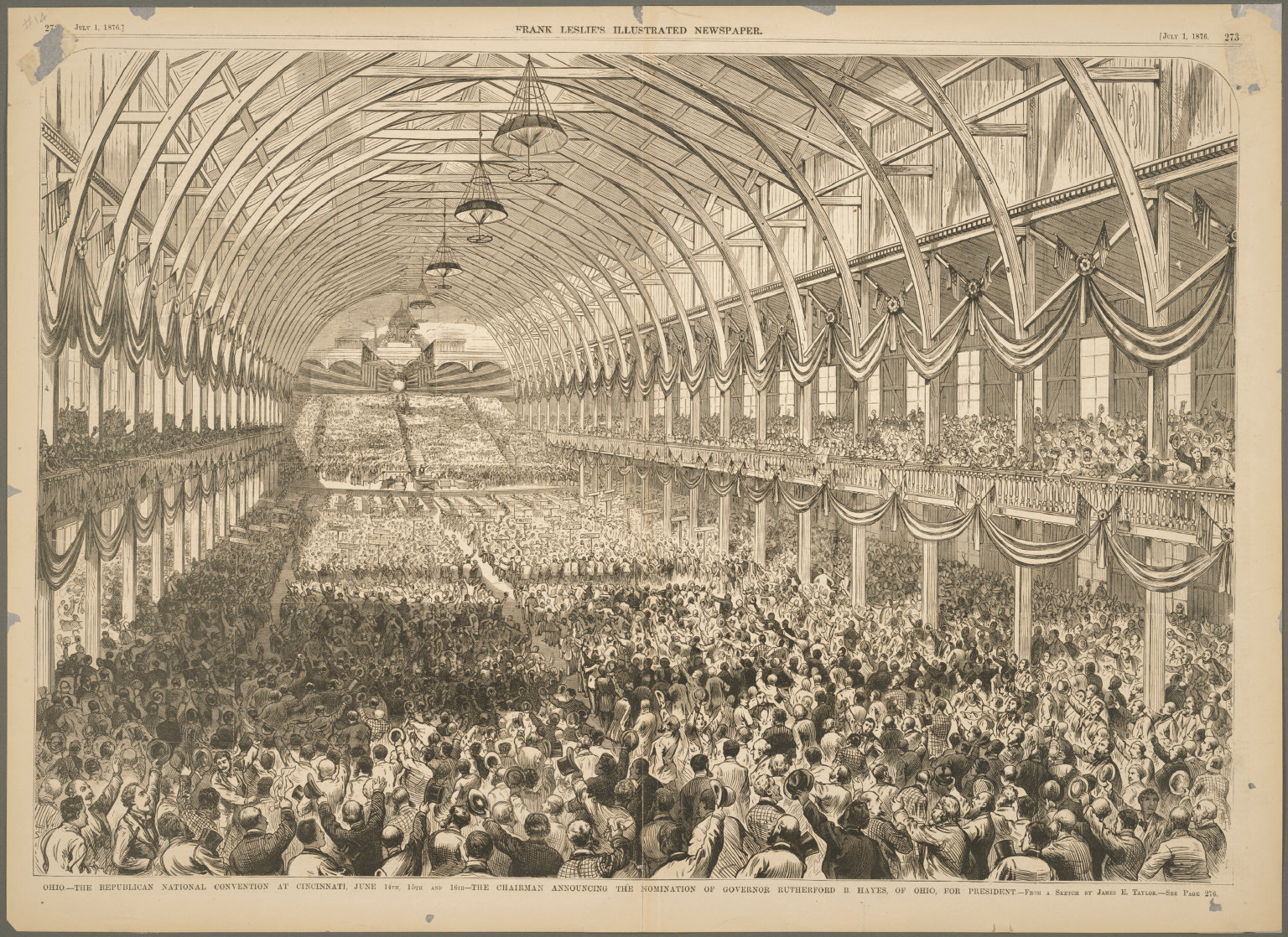
Le Hall des Expositions de Cincinnati lors de l'annonce de la désignation de Rutherford B. Hayes comme candidat du Parti républicain.

Bien que les lettres Mulligan aient terni sa réputation, Blaine semble être le favori lorsque débute la convention. Cinq autres personnalités sont considérées comme des candidats sérieux : Benjamin Bristow, natif du Kentucky, secrétaire au Trésor ; le vieil ennemi de Blaine Roscoe Conkling, maintenant sénateur de New York ; Olivier P. Morton, sénateur de l'Indiana ; Rutherford B. Hayes, gouverneur de l'Ohio ; et John F. Hartranft, gouverneur de la Pennsylvanie. La candidature de Blaine est introduite par l'orateur Robert G. Ingersoll, de l'Illinois, dans un discours resté célèbre :

« C'est une grande année — une année pleine des souvenirs de la Révolution… une année en laquelle le peuple réclame l'homme qui a arraché de la gorge de la trahison la langue de la calomnie, l'homme qui a ôté le masque de la Démocratie du hideux visage de la rébellion… Tel un guerrier en armes, tel un chevalier à plumes, James G. Blaine de l'État du Maine s'est avancé dans les couloirs du Congrès américain et a jeté sa lance éclatante, droit et juste, au front insolent de chaque traître à son pays et de chaque contempteur de sa légitime réputation. »

Le discours d'Ingersoll remporte un franc succès, au point que le surnom de Plumed Knight (« chevalier à plumes ») reste associé à Blaine par la suite. Au premier tour, aucun candidat n'obtient la majorité requise de 378 voix mais Blaine est en tête avec 285 suffrages et aucun de ses adversaires n'en a reçu plus de 125. Durant des cinq tours suivants, quelques délégués supplémentaires accordent leur soutien à Blaine qui grimpe à 308 voix, contre 111 pour son plus proche concurrent. Néanmoins, au septième tour, les délégués hostiles à Blaine renversent la situation en faisait bloc derrière Hayes qui est finalement désigné avec 384 voix contre 351 pour le représentant du Maine.
Blaine apprend sa défaite alors qu'il se trouve chez lui à Washington et adresse un télégramme de félicitations au vainqueur. Lors de l'élection présidentielle, Hayes l'emporte de justesse face au démocrate Samuel J. Tilden après la conclusion d'un accord controversé avec les États du Sud. Les résultats de la convention ont d'autres conséquences pour la carrière politique de Blaine : Bristow, n'ayant pas été lui non plus désigné, démissionne de ses fonctions de secrétaire au Trésor trois jours après. Grant choisit le sénateur Lot M. Morrill pour pourvoir le poste vaquant et le gouverneur du Maine Seldon Connor nomme Blaine pour succéder à Morrill au Sénat. Lorsque la législature du Maine se réunit à l'automne 1876, la décision du gouverneur est approuvée et Blaine est élu pour un mandat complet de six ans à compter du 4 mars 1877,.

## Sénat des États-Unis (1876-1881)

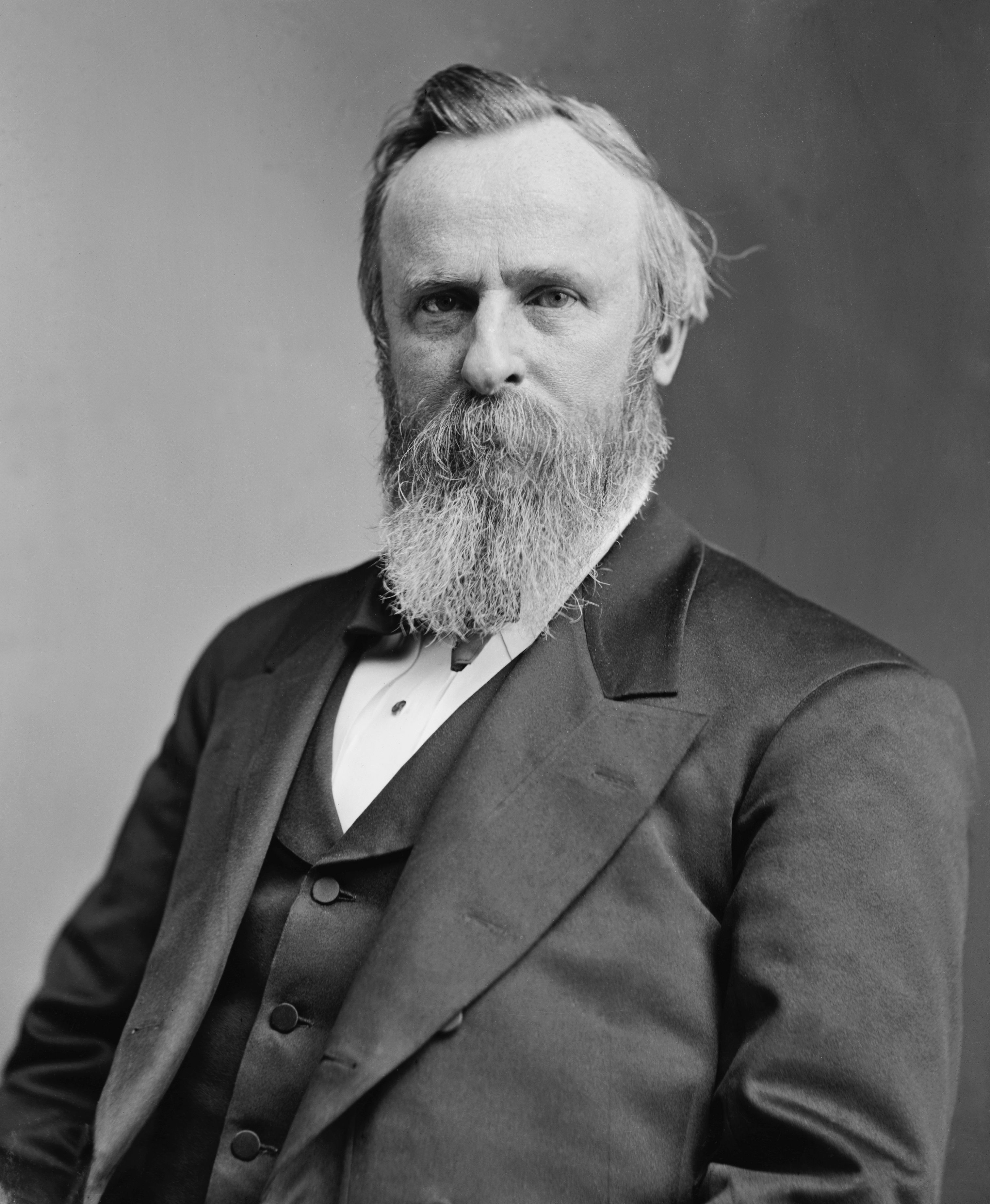
Blaine collabore parfois avec le président Hayes (image) mais ne fait pas partie de ses principaux défenseurs au Sénat.

Blaine est nommé sénateur le 10 juin 1876 mais prend seulement ses fonctions lorsque l'assemblée se réunit en novembre de cette année. Durant son mandat, il est membre de la commission des crédits (en) (Appropriations Committee) et préside la commission de la fonction publique et de la réduction des dépenses (Committee on Civil Service and Retrenchment), mais il n'a plus le rôle directeur qu'il avait à la Chambre des représentants. Le Sénat du 45e Congrès (en) est contrôlé à une courte majorité par les républicains mais cet avantage fragile est compromis par des divisions internes et de mauvais rapports avec l'administration Hayes. Blaine ne compte pas parmi les soutiens du président, plus tard surnommés les « Half-Breeds » ; mais il ne peut pas non plus rejoindre la faction opposée, les « Stalwarts », qui sont menés par le sénateur Conkling avec lequel ses rapports sont hostiles. Blaine s'oppose en vain au retrait des troupes fédérales qui occupent les capitales des anciens États sudistes, voulu par Hayes, qui met effectivement fin à la Reconstruction dans le Sud. Blaine s'attire encore l'hostilité des démocrates du Sud lorsqu'il se prononce contre les lois votées par la Chambre des représentants — contrôlée par le Parti démocrate — qui visent à réduire le budget de l'armée et à abroger les Enforcement Acts qu'il a contribué à faire passer entre 1870 et 1871. Le Congrès adopte des textes similaires à plusieurs reprises et Hayes leur oppose généralement son veto ; en définitive, les Enforcement Acts sont maintenus mais les fonds voués à leur application sont progressivement réduits. En 1879, il n'y a plus que 1 155 soldats de l'Union sur le territoire de l'ancienne Confédération et Blaine est convaincu que cette maigre force n'est aucunement en mesure de protéger les droits civils et politiques des Noirs dans le Sud — ce qui signifie en même temps, pour le Parti républicain, la perte de toute influence dans cette région.
Sur le plan de la politique monétaire, Blaine maintient les opinions qu'il professait déjà en tant que représentant en faveur d'un dollar fort. Il s'oppose en cela aux principaux dirigeants républicains du Sénat, dont le président pro tempore Thomas W. Ferry (en), qui soutiennent généralement le principe des greenbacks. Le débat ne porte cependant plus sur ceux-ci mais sur le choix du métal sur lequel doit être indexé le dollar : l'or et l'argent (bimétallisme), ou l'or seulement (étalon-or). La loi sur la monnaie de 1873 a mis fin à l'usage de l'argent pour toute pièce de monnaie d'une valeur d'au moins un dollar, ce qui, en effet, revient à adopter l'étalon-or. En conséquence, la masse monétaire s'est réduite et les effets de la crise bancaire de mai 1873 en sont aggravés car l'augmentation de la valeur de la monnaie rend plus coûteux le paiement des dettes qui ont été contractées lorsqu'elle était plus faible. Nombreux sont les agriculteurs et les ouvriers, en particulier, à réclamer le retour du bimétallisme, croyant que l'accroissement de la masse monétaire rétablirait les salaires et la valeur de l'immobilier. Le représentant démocrate Richard P. Bland, du Missouri, propose une loi qui obligerait le gouvernement à fabriquer autant de pièces de monnaie en argent que la production minière du pays le permet, comptant par là augmenter la masse monétaire et soulager les débiteurs. Le texte est adopté par la Chambre des représentants mais, au Sénat, le républicain William B. Allison, de l'Iowa, introduit un amendement limitant la frappe de monnaie d'argent à deux à quatre millions de dollars par mois. C'est encore trop pour Blaine qui s'oppose vivement, quoiqu'en vain, aux mesures proposées : le Bland-Allison Act est approuvé par le Sénat par 48 voix contre 21. Hayes leur oppose son veto mais le Congrès passe outre en revotant le texte à la majorité des deux tiers. Néanmoins, Blaine n'en démord pas et prononce une série de discours contre la nouvelle loi à l'occasion des élections législatives de 1878 (en).
Son mandat de sénateur lui offre par ailleurs l'occasion d'approfondir ses idées en matière de politique étrangère. Il prône l'expansion de la marine de guerre et de la marine marchande des États-Unis, en déclin depuis la guerre de Sécession. Il s'oppose par ailleurs vivement aux conclusions de l'arbitrage entre Washington et Londres au sujet du droit des pêcheurs américains à opérer dans les eaux canadiennes, qui accordent une indemnité de 5,5 millions de dollars à la Grande-Bretagne,. L'anglophobie de Blaine se combine avec son protectionnisme. Il est initialement défavorable à un traité de réciprocité avec le Canada, qui aurait réduit les droits de douane entre les deux pays, mais il change d'avis en cours de mandat, estimant que les Américains gagneraient plus à accroître leurs exportations qu'ils ne perdraient en admettant des importations à bas prix.

## Élection présidentielle de 1880

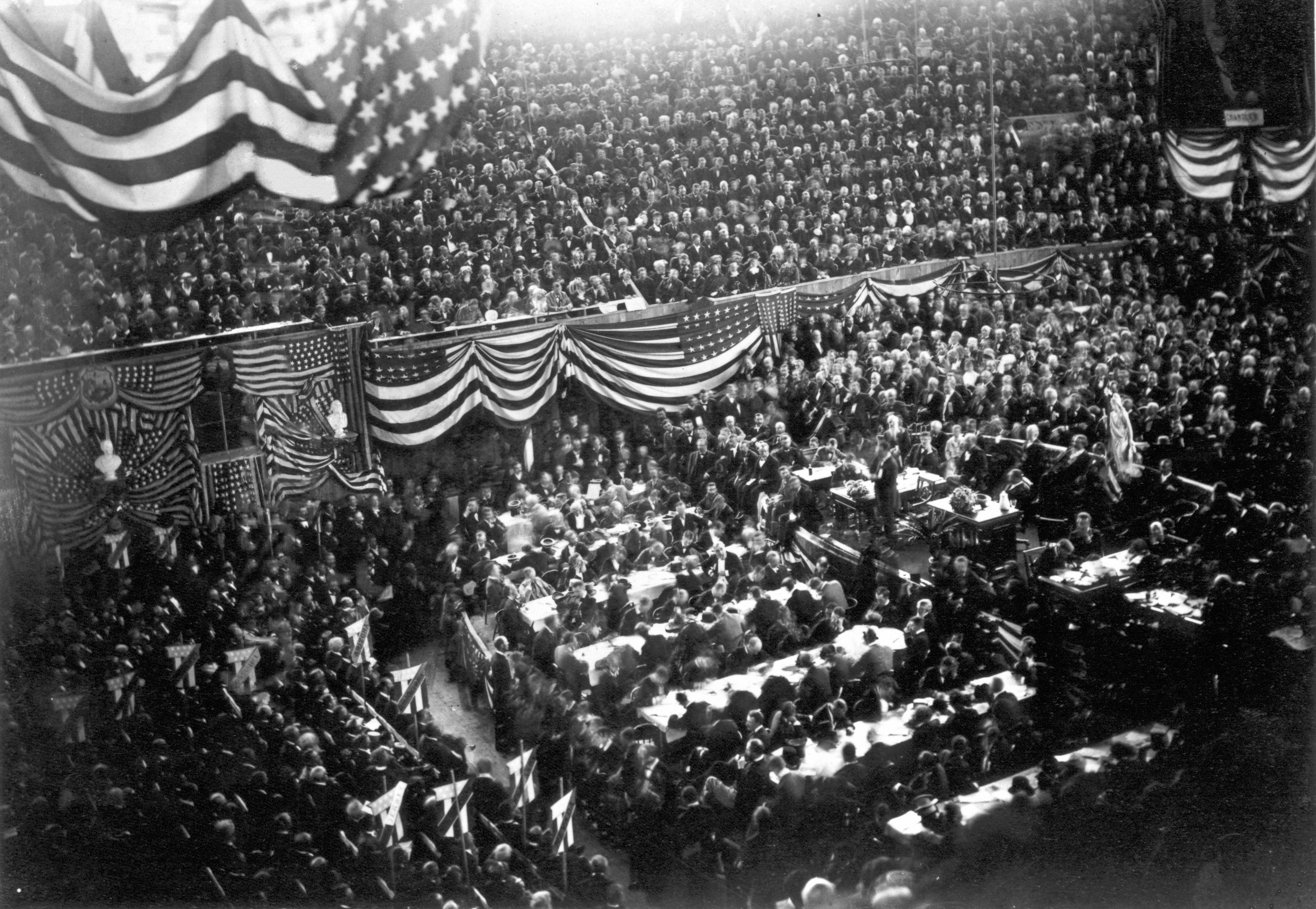
La convention se déroule au sein de l'Interstate Exposition Building, connu sous le nom de « Glass Palace », à Chicago. James A. Garfield, sur l'estrade, s'apprête à prendre la parole.

À l'approche de l'élection présidentielle de 1880, Hayes ayant annoncé à l'avance qu'il ne briguerait pas un second mandat, la voie est libre pour tous les potentiels candidats à l'investiture républicaine qui souhaiteraient tenter leur chance, dont Blaine. Ce dernier fait d'emblée partie des favoris avec l'ex-président Grant, le secrétaire du Trésor John Sherman, de l'Ohio, et le sénateur George F. Edmunds (en), du Vermont.
Bien que Grant ne fasse pas activement campagne, son entrée dans la compétition redonne de la vigueur aux Stalwarts et, lorsque la convention se réunit à Chicago en juin 1880, les délégués se divisent rapidement en deux groupes selon qu'ils soutiennent l'ancien président ou s'opposent à sa candidature. Celle de Blaine, qui a les faveurs de la faction anti-Grant, est introduite par le magnat des chemins de fer James Frederick Joy, du Michigan, mais, à la différence du discours électrisant d'Ingersoll quatre ans auparavant, sa longue allocution est seulement remarquée pour sa maladresse. Après que tous les candidats ont été introduits, le premier tour place Grant en tête avec 304 voix, Blaine en deuxième avec 284 voix et Sherman en troisième avec 93 voix, sans qu'aucun candidat n'atteigne la majorité requise de 379 voix. Sherman, avec ses délégués, peut dès lors faire basculer l'élection en faveur de Grant ou de Blaine, mais il maintient sa candidature tout au long des vingt-huit tours suivants dans l'espoir que les opposants à Grant abandonnent Blaine et se rallient derrière lui. Effectivement, ils finissent par se détourner de Blaine mais, plutôt que de soutenir Sherman, ils reportent leurs votes sur le représentant de l'Ohio James A. Garfield, qui l'emporte au trente-sixième tour avec 399 voix.
Pour apaiser les Stalwarts, Garfield soutient le choix de Chester A. Arthur, un partisan new-yorkais de Conkling, comme candidat à la vice-présidence, mais il sait devoir sa propre désignation à Blaine et à ses délégués. Après avoir remporté l'élection présidentielle qui l'opposait au démocrate Winfield Scott Hancock, Garfield s'appuie sur Blaine pour le guider dans la sélection de son cabinet et lui offre l'influent poste de secrétaire d'État. Blaine accepte et démissionne de son siège de sénateur le 4 mars 1881.

## Secrétaire d'État (1881)

### Initiatives de politique étrangère
Sa position d'autorité au sein du cabinet permet à Blaine d'exercer une grande influence sur la scène sociale de Washington, où il se fait construire une nouvelle résidence, plus grande, près du rond-point Dupont. Malgré sa maigre expérience en matière de politique étrangère, Blaine endosse rapidement ses nouvelles responsabilités. En 1881, il a complètement abandonné ses opinions protectionnistes et, en tant que secrétaire d'État, il milite pour la liberté du commerce — en particulier sur le continent américain. Ses raisons sont doubles. En premier lieu, sa vieille crainte de l'ingérence britannique sur le continent américain reste intacte et, de son point de vue, l'accroissement des échanges entre les États-Unis et l'Amérique latine est le meilleur moyen d'empêcher le Royaume-Uni de dominer la région. En second lieu, il pense qu'en encourageant les exportations, il assure la prospérité économique du pays et, qu'en associant celle-ci au Parti républicain, il lui garantit des succès électoraux durables.
Garfield approuve les vues de son secrétaire d'État et Blaine demande l'organisation d'une conférence panaméricaine en 1882 pour arbitrer les conflits entre pays latino-américains et négocier une augmentation des échanges commerciaux. En parallèle, Blaine espère trouver une résolution à la guerre du Pacifique qui oppose la Bolivie, le Chili et le Pérou depuis 1879. L'accord qu'il propose, selon lequel le Pérou ne perdrait aucun territoire, est cependant rejeté par le Chili qui occupe alors la capitale péruvienne et refuse toute négociation dans laquelle il n'a rien à gagner. En outre, Blaine entreprend d'accroître l'influence américaine au Panama et dans le Pacifique : il demande la renégociation du traité Clayton–Bulwer, pour que les États-Unis puissent lancer la construction du canal de Panama sans l'implication du Royaume-Uni, et tente de réduire l'influence britannique à Hawaï. Concevant pour son pays un rôle au-delà du seul continent américain, il cherche à conclure des traités commerciaux avec la Corée et Madagascar.

### Assassinat de Garfield

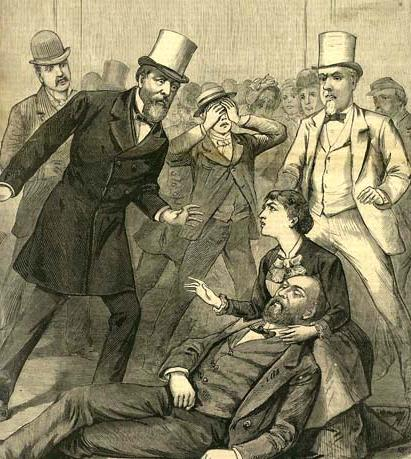
Blaine, représenté à gauche sur cette gravure, est présent lors de l'assassinat du président Garfield.

Le 2 juillet 1881, Blaine et Garfield pénètrent dans la gare de la Baltimore and Potomac Railroad à Washington lorsque Garfield est touché par deux tirs de revolver dans le dos. Le tireur, Charles J. Guiteau, un avocat fantasque en quête d'une position, s'estime lésé après avoir, en vain, multiplié les instances auprès de Blaine et d'autres responsables du département d'État dans l'espoir d'obtenir l'un des postes d'ambassadeur auxquels il prétend, bien qu'il n'ait aucune des qualifications requises et que plusieurs d'entre eux soient déjà pourvus.
Guiteau, un Stalwart assumé, croyait qu'en assassinant le président, il provoquerait un choc de nature à unir le Parti républicain. Il espérait ainsi s'attirer les bonnes grâces du vice-président Arthur et être nommé au poste qu'il convoitait. Guiteau est maîtrisé et arrêté immédiatement, mais Garfield meurt des conséquences de ses blessures deux mois et demi plus tard, le 19 septembre 1881. Guiteau est reconnu coupable de meurtre et pendu le 30 juin 1882.
Pour Blaine, la mort de Garfield n'est pas seulement une tragédie personnelle, mais aussi l'assurance de perdre sa position dominante au sein du cabinet et de voir ses initiatives diplomatiques mises de côté. Avec Arthur à la Maison-Blanche, les Stalwarts ont désormais la haute main sur l'administration et les jours de Blaine au département d'État sont comptés. Bien qu'Arthur ait demandé à tous les membres du cabinet de reporter leur démission jusqu'à la suspension des travaux du Congrès en décembre, Blaine présente la sienne le 19 octobre 1881. Il accepte néanmoins de rester en poste jusqu'au 19 décembre en attendant l'entrée en fonction de son successeur.
Blaine est remplacé par Frederick T. Frelinghuysen, un Stalwart du New Jersey. Avec Arthur, il revient sur la plupart des décisions de Blaine : ils renoncent à son projet de conférence panaméricaine et ne donnent aucune suite à ses initiatives de paix dans la guerre du Pacifique. Ils poursuivent cependant sa politique de réduction des droits de douane et signent un traité de réciprocité avec le Mexique en 1882.

### Vie privée

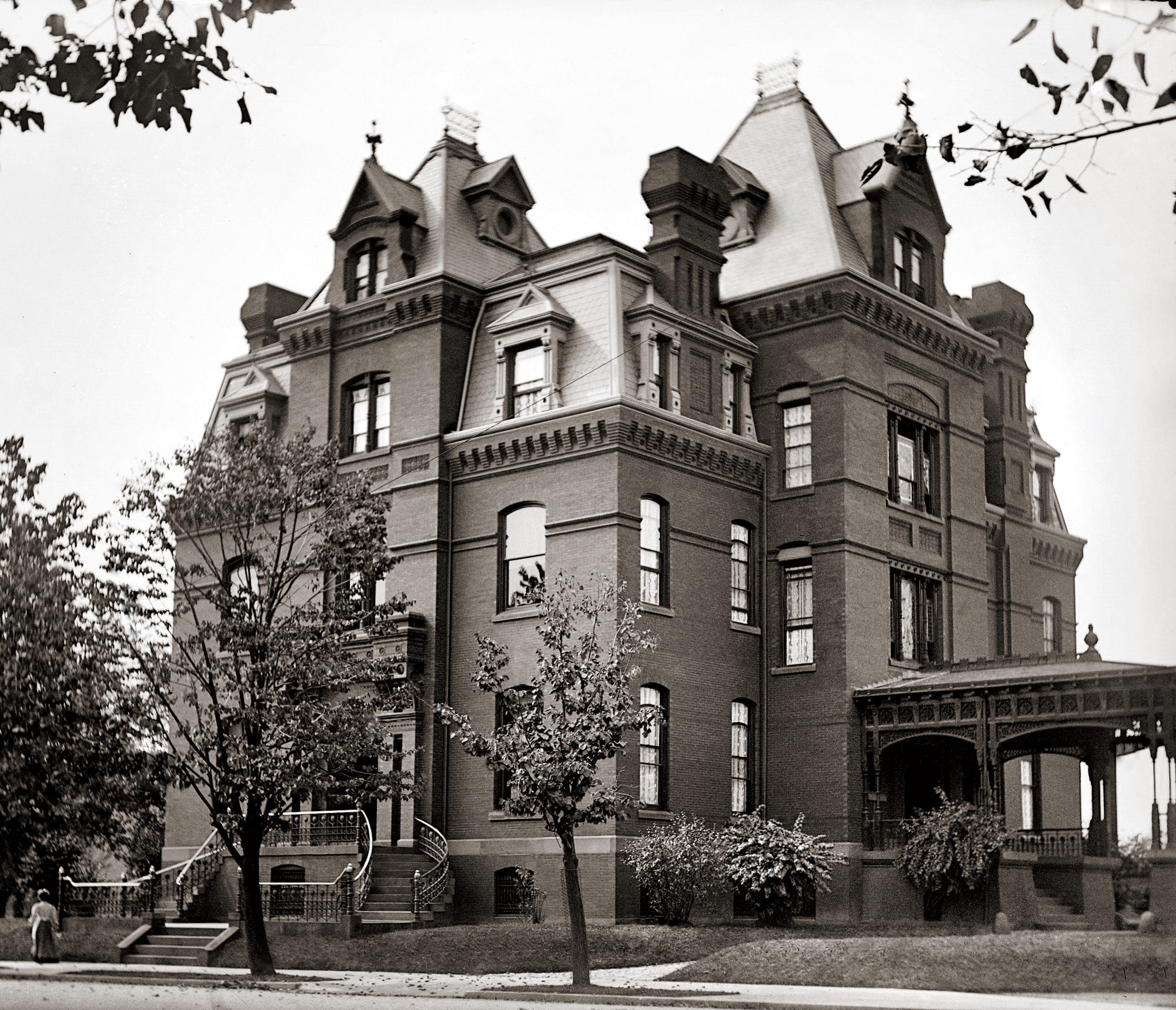
La résidence de Blaine près du rond-point Dupont à Washington.

Au début de l'année 1882, Blaine se retrouve sans fonction politique pour la première fois depuis 1859. Souffrant d'une mauvaise santé, il ne cherche pas de nouvel emploi et s'attelle à la rédaction du premier volume de ses mémoires, Twenty Years of Congress (« Vingt ans de Congrès »). Blaine est invité par ses amis du Maine à se présenter aux élections législatives de 1882 (en), mais il décline leur offre, préférant se consacrer à l'écriture et à son installation dans sa nouvelle résidence. Ses investissements dans l'industrie minière et les chemins de fer lui procurent des revenus suffisants pour maintenir le niveau de vie de sa famille et se faire construire une maison de campagne, « Stanwood », sur l'île des Monts Déserts dans le Maine, dont la conception est confiée à l'architecte Frank Furness.
Blaine comparaît en 1882 devant le Congrès lors d'une enquête sur son action diplomatique dans la guerre du Pacifique : accusé d'avoir eu un intérêt dans les gisements de guano péruviens occupés par le Chili, il s'en défend. Il se tient autrement à distance du Capitole. La publication du premier volume de Twenty Years of Congress au début de l'année 1884 consolide sa situation financière et le remet sur le devant de la scène politique. Alors que la campagne de 1884 approche, Blaine est régulièrement cité parmi les candidats républicains potentiels et, malgré quelques réserves, il se lance pour la troisième fois dans la compétition présidentielle.

## Élection présidentielle de 1884

### Désignation

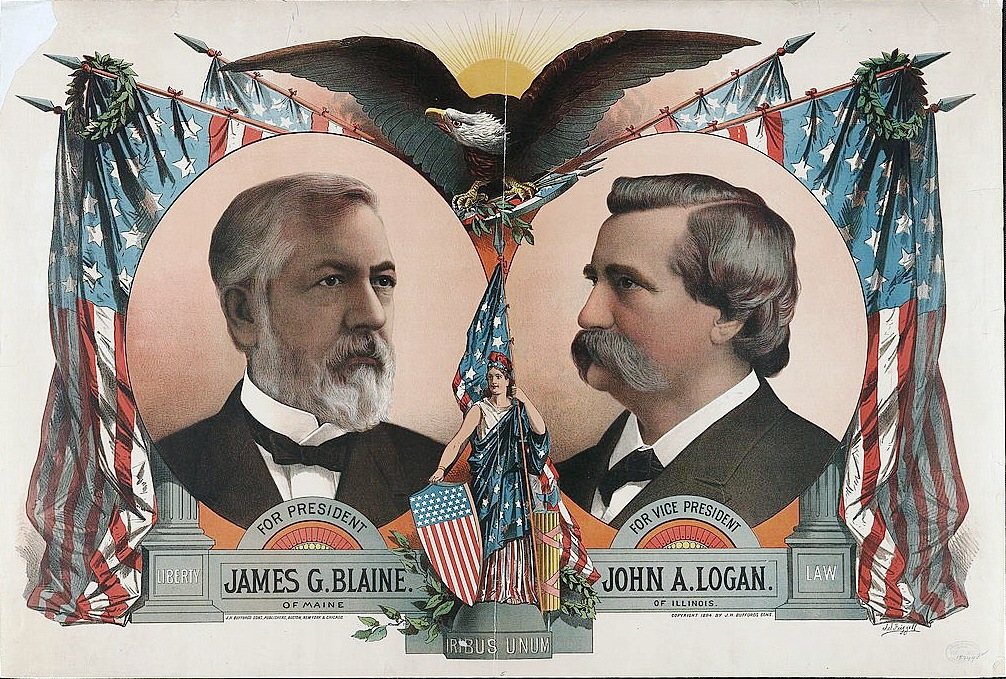
Affiche de campagne de Blaine et Logan en 1884.

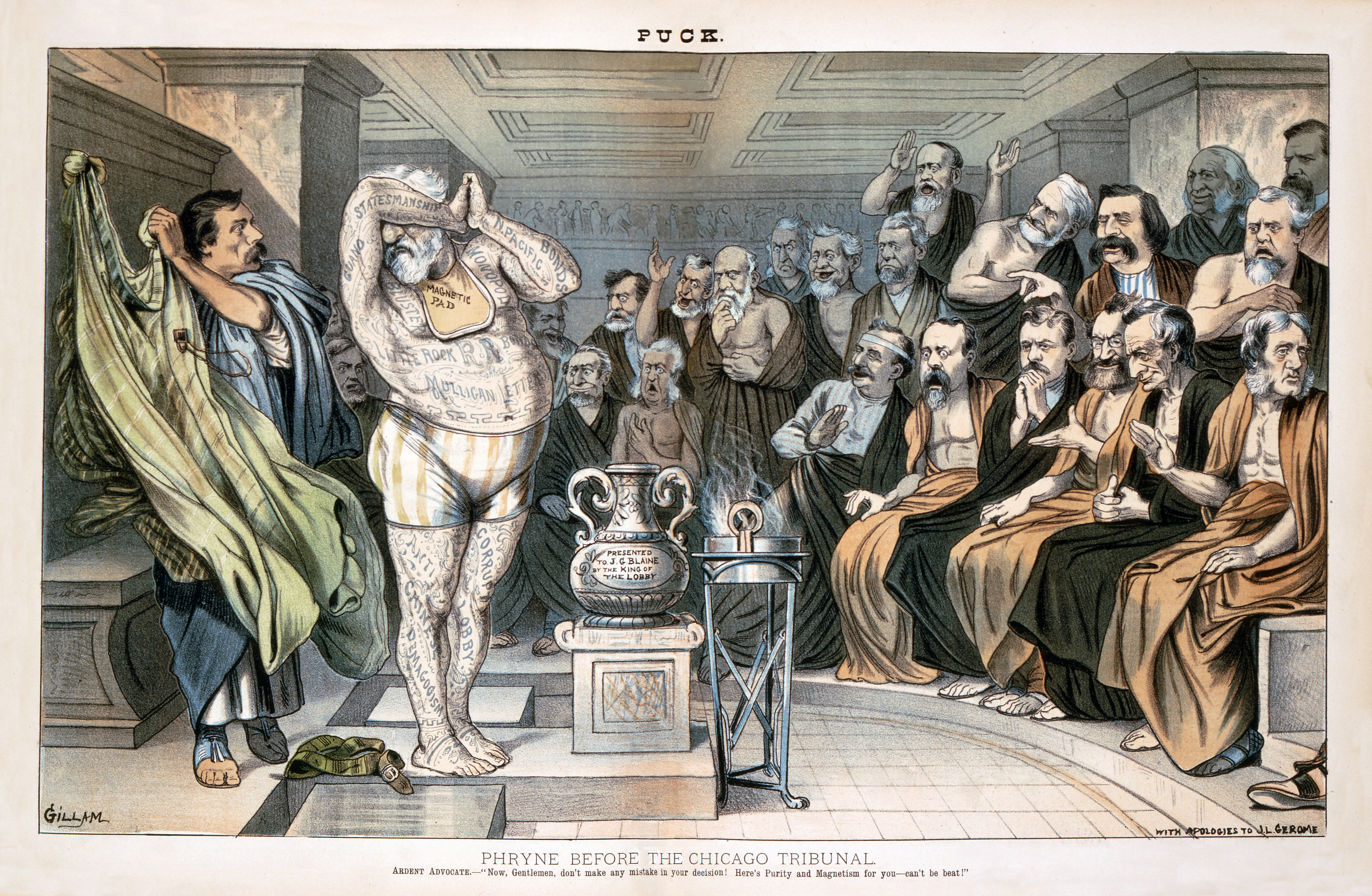
Une caricature de 1884 dépeint Blaine recouvert de tatouages qui sont autant de scandales indélébiles.

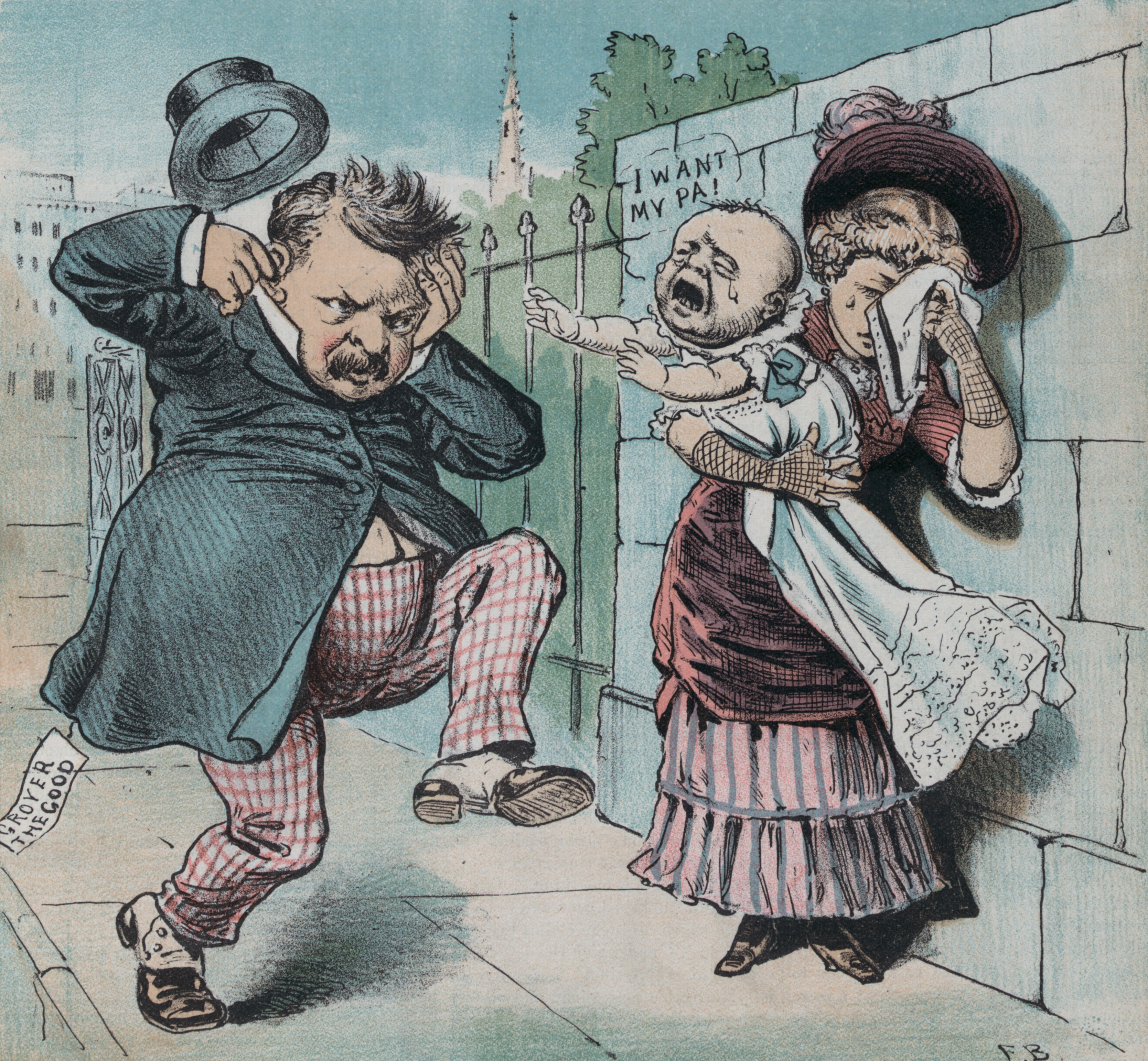
Caricature épinglant Cleveland au sujet de l'affaire Halpin.

Dans les mois qui précèdent la convention de 1884 (en), Blaine semble être une fois de plus le mieux placé pour l'emporter, mais le président Arthur envisage lui aussi de briguer l'investiture républicaine. George F. Edmunds (en) est de nouveau le candidat favori des réformateurs et John Sherman peut compter sur les promesses de vote de quelques délégués, mais ni l'un ni l'autre ne sont en mesure d'obtenir un soutien significatif à la convention. John A. Logan, sénateur de l'Illinois, espère quant à lui attirer les votes des Stalwarts si la campagne d'Arthur échoue. Blaine n'est pas certain de vouloir concourir pour la troisième fois et encourage même le général William T. Sherman, frère aîné de John Sherman, à accepter l'investiture si elle lui était accordée ; mais finalement, Blaine consent à être candidat.
Sa candidature est introduite par William H. West, un ancien magistrat et parlementaire de l'Ohio, qui prononce un discours enthousiaste. Après le premier tour, le décompte place Blaine en tête avec 334 voix et demi. La majorité requise, fixée à 417 voix, n'est cependant pas atteinte, bien que Blaine distance tous les autres candidats, dont Arthur, arrivé en seconde place avec 278 voix. Pour les délégués de Blaine, il est hors de question de voter pour le président sortant, et pour ceux d'Arthur, voter pour Blaine est impensable, si bien que l'enjeu du scrutin devient la conquête des délégués des autres candidats. Progressivement, les choses tournent à l'avantage de Blaine : Logan et Sherman se retirent en sa faveur et une partie des délégués d'Edmunds se reportent sur sa candidature. Cette fois, son élan n'est pas stoppé : au quatrième tour, il remporte le scrutin avec 541 voix et obtient l'investiture. Logan est quant à lui désigné candidat à la vice-présidence dès le premier tour de scrutin.

### Campagne contre Cleveland
Les démocrates tiennent leur propre convention (en) le mois suivant à Chicago et choisissent Grover Cleveland, gouverneur de New York, pour candidat. Cleveland est un nouveau venu sur la scène nationale mais les démocrates comptent sur sa réputation de réformateur et d'ennemi de la corruption pour attirer les républicains mécontents du choix de Blaine, perçu comme un homme à scandales. Et, en effet, les républicains réformistes, surnommés « Mugwumps », dénoncent Blaine qu'ils jugent corrompu et se rallient en nombre à la candidature de Cleveland. Les Mugwumps, comme Carl Schurz et Henry Ward Beecher, placent la morale au-dessus de l'appartenance partisane. Ils pensent que Cleveland partage leur état d'esprit et qu'élu, il aurait à cœur de réformer la fonction publique et de gouverner efficacement. Cependant, en dépit du soutien des Mugwumps, les démocrates perdent l'appui d'un certain nombre d'ouvriers qui leur préfèrent le Greenback Party, mené par Benjamin F. Butler, un vieil adversaire de Blaine.
La campagne se concentre sur la personnalité des candidats, chacun cherchant à jeter le discrédit sur le camp adverse. Les partisans de Cleveland exhument l'affaire des lettres Mulligan et accusent à nouveau Blaine d'avoir pesé sur la législation au bénéfice des compagnies de chemin de fer, profitant ensuite de la vente des obligations qu'il détenait dans deux d'entre elles. Bien que ces accusations aient déjà circulé huit ans plus tôt, de nouvelles lettres de Blaine sont découvertes qui rendent ses dénégations moins plausibles. Blaine reconnaît que les lettres sont authentiques mais soutient que rien dans leur contenu ne remet en cause son intégrité ni ne contredit ses explications antérieures. Néanmoins, ce que Blaine considère n'être qu'une « vieille calomnie » a pour effet de concentrer l'attention du public sur sa personne sous un jour négatif. Dans certaines des lettres les plus compromettantes, Blaine invitait son correspondant à les brûler après lecture ; les démocrates en font les derniers mots de leur cri de ralliement : « Blaine, Blaine, James G. Blaine, le menteur continental de l'État du Maine, « brûlez cette lettre ! »
Pour retirer à Cleveland l'avantage de la supériorité morale, les républicains révèlent qu'il aurait eu un enfant illégitime lorsqu'il était avocat à Buffalo, dans l'État de New York, et scandent « M'man, m'man, où est mon p'pa ? » — ce à quoi les démocrates, après la victoire de Cleveland, ajoutent « Parti à la Maison-Blanche, ha ! ha ! ha ! » Cleveland admet avoir payé en 1874 une pension alimentaire à Maria Crofts Halpin, la femme qui prétend avoir eu de lui un fils, nommé Oscar Folsom Cleveland. À l'époque, Halpin fréquentait plusieurs hommes, parmi lesquels l'ami et associé de Cleveland, Oscar Folsom, dont l'enfant porte également le nom. Cleveland ne savait pas qui était le père mais en aurait assumé la responsabilité parce qu'il était le seul célibataire. Au même moment, des militants démocrates accusent Blaine et son épouse de n'avoir pas été mariés lors de la naissance de leur premier fils, Stanwood, en 1851 ; cependant la rumeur, fausse, ne bouleverse guère la campagne,. Halpin dément avoir entretenu des relations avec plusieurs hommes et accuse Cleveland de l'avoir violée et mise enceinte, puis de l'avoir fait interner contre son gré pour prendre le contrôle de son enfant,.
Les deux candidats pensent que les États de New York, du New Jersey, de l'Indiana et du Connecticut détermineront l'élection. Dans l'État de New York, Blaine reçoit moins de soutiens que prévu car Arthur et Conkling, toujours influents au sein du Parti républicain new-yorkais, s'abstiennent de faire activement campagne. Blaine espère amener davantage d'Irlando-Américains à voter pour lui qu'habituellement pour un républicain. Au XIXe siècle, les Américains d'origine irlandaise ont tendance à voter pour le Parti démocrate mais Blaine, de mère catholique et ennemi de longue date du gouvernement britannique, croit qu'il peut convaincre une partie de cet électorat. Ses espoirs sont cependant anéantis lorsque, dans les derniers temps de la campagne, l'un de ses partisans, le pasteur Samuel D. Burchard, prononce un discours où il dénonce les démocrates en tant que parti « du rhum, du romanisme et de la rébellion. » Les démocrates propagent les mots offensants dans les jours qui précèdent l'élection et Cleveland remporte de justesse les quatre États pivot, dont New York avec mille voix d'avance à peine. Tandis que le vote populaire est serré, Cleveland l'emportant seulement d'un quart de pour cent, le collège électoral lui donne une nette majorité de 219 électeurs, contre 182 pour Blaine.

## Chef de parti en exil

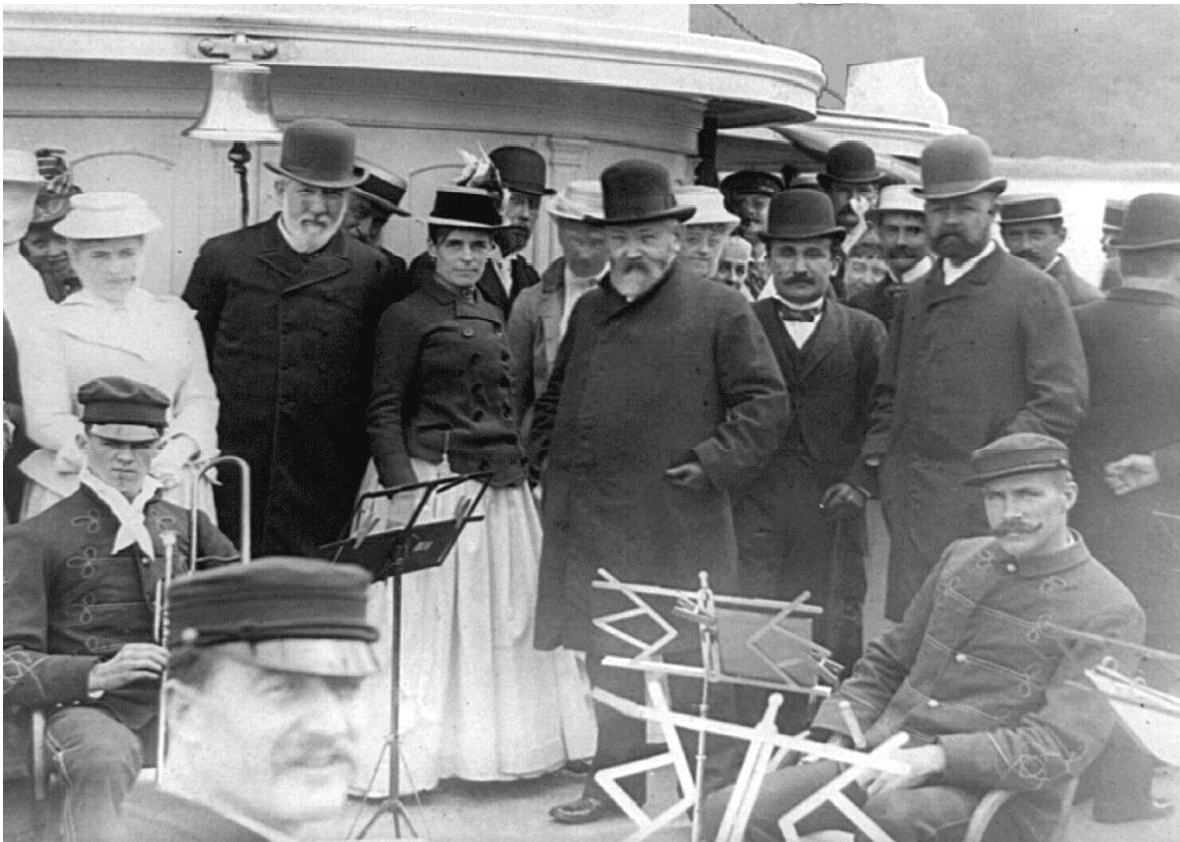
Blaine, Benjamin Harrison, Henry Cabot Lodge et leurs familles en vacances à Bar Harbor dans le Maine.

Blaine reconnaît sa défaite et passe l'essentiel de l'année suivante à travailler sur le second volume de Twenty Years of Congress. Les ventes de ses mémoires lui rapportent encore suffisamment d'argent pour soutenir son train de vie fastueux et payer ses dettes. Bien qu'il ait parlé à des amis de se retirer de la vie politique, Blaine se rend toujours à des dîners et commente les actions de la nouvelle administration. Lorsque approchent les élections législatives de 1886 (en), Blaine se remet en campagne et apporte son appui aux candidats républicains, en particulier dans le Maine. Après la victoire du Parti républicain dans le Maine en septembre, Blaine prononce une série de discours à l'occasion d'une tournée qui le mène de la Pennsylvanie au Tennessee, espérant augmenter les chances des candidats républicains dans ces États. À l'échelle nationale, les résultats sont plus mitigés : le Parti républicain gagne des sièges à la Chambre des représentants, mais il en perd au Sénat ; les discours de Blaine lui auront cependant permis de rester sur le devant de la scène.
En juin 1887, Blaine, son épouse et ses filles se rendent en Europe, visitant l'Angleterre, l'Irlande, l'Allemagne, la France, l'Autriche-Hongrie puis l'Écosse, où ils sont reçus dans la résidence d'été d'Andrew Carnegie. Pendant leur séjour en France, Blaine adresse une lettre à la New-York Tribune dans laquelle il critique la baisse des tarifs douaniers prévue par Cleveland : il affirme que le libre-échange avec l'Europe appauvrirait les ouvriers et les agriculteurs américains. Les Blaine retournent aux États-Unis en août 1887. Grâce à sa lettre à la Tribune, la notoriété politique de Blaine s'est encore accrue et, en 1888, Theodore Roosevelt et Henry Cabot Lodge, pourtant d'anciens adversaires, le poussent à se présenter de nouveau aux élections présidentielles. Au sein du parti, l'opinion lui est nettement favorable.
Alors que les conventions d'État doivent bientôt avoir lieu, Blaine annonce qu'il ne sera pas candidat. Ses partisans croient à une ruse et le pressent encore de se présenter, mais Blaine repousse leurs demandes. Espérant rendre claires ses intentions, Blaine quitte le pays et se trouve chez Carnegie en Écosse lorsque débute à Chicago la convention nationale républicaine de 1888 (en). Carnegie encourage Blaine à accepter l'investiture si elle lui est accordée, mais les délégués admettent finalement son refus. John Sherman est alors le candidat le plus en vue et cherche à gagner les partisans de Blaine à sa cause ; mais ceux-ci reportent leurs voix sur l'ancien sénateur de l'Indiana Benjamin Harrison après que Carnegie a laissé entendre dans un télégramme que Blaine lui est favorable. Blaine revient aux États-Unis en août 1888 et rend visite à Harrison en octobre, à Indianapolis, où vingt-cinq mille habitants prennent part à un défilé en son honneur. Cleveland est battu par Harrison à l'issue d'un scrutin serré et Blaine se voit proposer par le vainqueur de retrouver son ancien poste de secrétaire d'État.

## Secrétaire d'État (1889-1892)

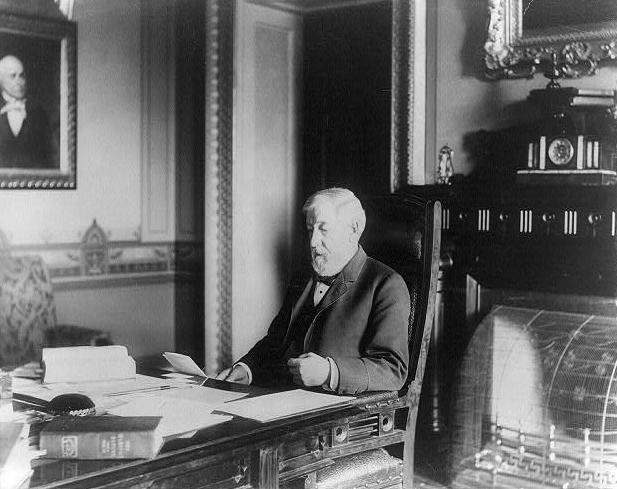
Blaine photographié dans son bureau en 1890.

Pour élaborer son programme en matière de politique étrangère, Harrison s'est largement inspiré des idées de Blaine et, lorsqu'ils entrent en fonction, les deux hommes ont des points de vue très similaires quant à la place des États-Unis dans le monde. En privé, cependant, malgré cette communion d'idées, leurs rapports se dégradent au fil du temps. Harrison sait que son secrétaire d'État est plus populaire que lui et, bien qu'il admire le talent de Blaine pour la diplomatie, il s'irrite de ses fréquentes absences pour maladie et le soupçonne de vouloir se présenter à la prochaine élection présidentielle. Harrison s'efforce de limiter le nombre de postes subalternes confiés à des protégés de Blaine au sein du département d'État et, lorsque Blaine sollicite pour son fils Walker la position de secrétaire d'État adjoint, le président refuse et le nomme à la place conseiller juridique du département d'État. En dépit de leurs griefs personnels, les deux hommes parviennent néanmoins à s'accorder la plupart du temps sur les questions de politique étrangère.

### Diplomatie dans le Pacifique
Blaine et Harrison ambitionnent d'accroître l'influence et le commerce américains dans le Pacifique et portent particulièrement leur attention sur les ports de Pearl Harbor à Hawaï et de Pago Pago dans les Samoa, dont ils souhaitent s'assurer le contrôle. Lorsque Blaine entre en fonction, cela fait plusieurs années que les États-Unis, le Royaume-Uni et l'Allemagne se disputent (en) leurs droits respectifs sur les îles Samoa. Son prédécesseur, Thomas F. Bayard, avait accepté la tenue d'une conférence tripartite à Berlin pour résoudre le conflit, et Blaine y envoie des représentants. Les négociations aboutissent en 1889 au traité de Berlin qui établit un condominium des trois puissances sur les Samoa et garantit l'accès au port à toutes les parties.
Blaine s'emploie à rapprocher le royaume d'Hawaï des États-Unis et à éviter qu'il ne devienne un protectorat britannique. Lorsque la taxe d'importation sur le sucre est supprimée par le Tariff Act (en) de 1890, les sucriers hawaïens cherchent un moyen de conserver leur accès exclusif au marché américain. Le ministre d'Hawaï aux États-Unis, Henry A. P. Carter, tente de négocier un traité de réciprocité commerciale complète entre Hawaï et les États-Unis, mais Blaine propose à la place que le royaume devienne un protectorat américain. Carter accueille favorablement la proposition mais le roi d'Hawaï Kalākaua rejette une telle atteinte à sa souveraineté. Blaine fait ensuite nommer son ancien associé du Kennebec Journal, John L. Stevens (en), au poste de ministre des États-Unis à Hawaï. Stevens pense depuis longtemps que les États-Unis devraient annexer l'archipel et, une fois là-bas, il soutient les efforts des résidents américains pour provoquer l'annexion. Leurs intrigues aboutissent au coup d'État de 1893 contre la reine Liliʻuokalani, qui a succédé à Kalākaua. Le degré d'implication de Blaine n'est pas précisément connu, mais les résultats de la politique de Stevens sont conformes à ses ambitions pour les États-Unis dans la région. Lorsque le nouveau gouvernement hawaïen demande l'annexion en 1898, Blaine n'est cependant plus en fonction.

### Amérique latine et réciprocité
Une fois en poste, Blaine relance aussitôt son ancien projet d'une conférence des nations américaines. La première Conférence internationale des États américains se tient à Washington en 1890. Blaine et Harrison attendent beaucoup de ses résultats : ils espèrent négocier l'établissement d'une union douanière, la construction d'une ligne de chemin de fer panaméricaine et la mise en place d'une procédure d'arbitrage pour résoudre les conflits entre les nations membres. Certains des participants n'ignorent pas les visées politiques et commerciales du gouvernement américain sur le reste du continent et se montrent réticents à un rapprochement avec les États-Unis au détriment des puissances européennes. En public, Blaine déclare qu'il a pour seul intérêt l'extension du commerce mais, en privé, il fait part à Harrison de son projet d'annexer certains territoires :

« Je pense qu'il n'y a que trois endroits qui valent la peine qu'on s'en empare… L'un est Hawaï et les autres sont Cuba et Porto Rico [sic]. Cuba et Porto Rico ne sont pas à l'ordre du jour et ne le seront pas avant une génération. Hawaï pourrait nécessiter une décision plus tôt que prévu et j'espère que nous serons prêts à répondre positivement. »

Le Congrès ne partage pas l'enthousiasme de Blaine et Harrison pour une union douanière, mais des dispositions prévoyant la réduction des droits de douane sur certaines marchandises en provenance de pays américains, sous condition de réciprocité, sont tout de même incluses dans le Tariff Act de 1890. En dehors de cette mesure, la conférence panaméricaine ne donne guère de résultats à court terme, mais elle ouvre la voie à davantage d'échanges et préfigure la création de l'Organisation des États américains.

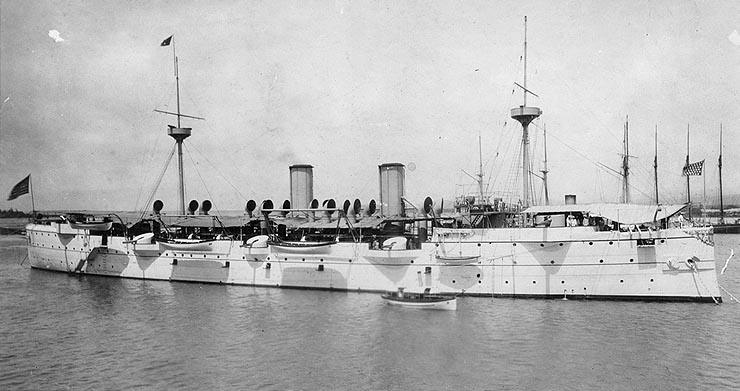
Des marins de l'USS Baltimore sont à l'origine d'une crise diplomatique majeure en 1891.

En 1891, l'éclatement d'une crise diplomatique avec le Chili ravive la discorde entre Blaine et Harrison. Le ministre des États-Unis à Santiago, Patrick Egan, un allié politique de Blaine, a accordé l'asile à des Chiliens fuyant la guerre civile en cours. Le Chili se méfiait déjà de Blaine en raison de son attitude dans la guerre du Pacifique, dix ans plus tôt, et l'incident dégrade encore les relations entre les deux pays. Lorsque des marins du Baltimore, un croiseur américain, débarquent à Valparaíso en permission, une bagarre éclate, entraînant la mort de deux matelots américains et l'arrestation de trois douzaines d'autres. Blaine, qui se repose à Bar Harbor à la suite d'un problème de santé, est absent lorsque la nouvelle parvient à Washington, et c'est Harrison qui rédige lui-même une demande de réparations. Le ministre chilien des Affaires étrangères, Manuel Antonio Matta (es), répond que le message de Harrison est « erroné ou délibérément incorrect » et que son gouvernement traite l'incident comme toute autre affaire criminelle. La tension monte encore d'un cran lorsque Harrison menace de rompre les relations diplomatiques entre les deux pays si le Chili ne présente pas ses excuses. De retour à Washington, Blaine cherche à apaiser la situation et propose, en guise de conciliation, de soumettre le différend à un arbitrage et de rappeler Egan. Harrison persiste cependant à exiger des excuses des Chiliens et informe le Congrès que la guerre n'est pas exclue. Finalement, le Chili accède à sa demande et la tension retombe.

### Relations avec les puissances européennes

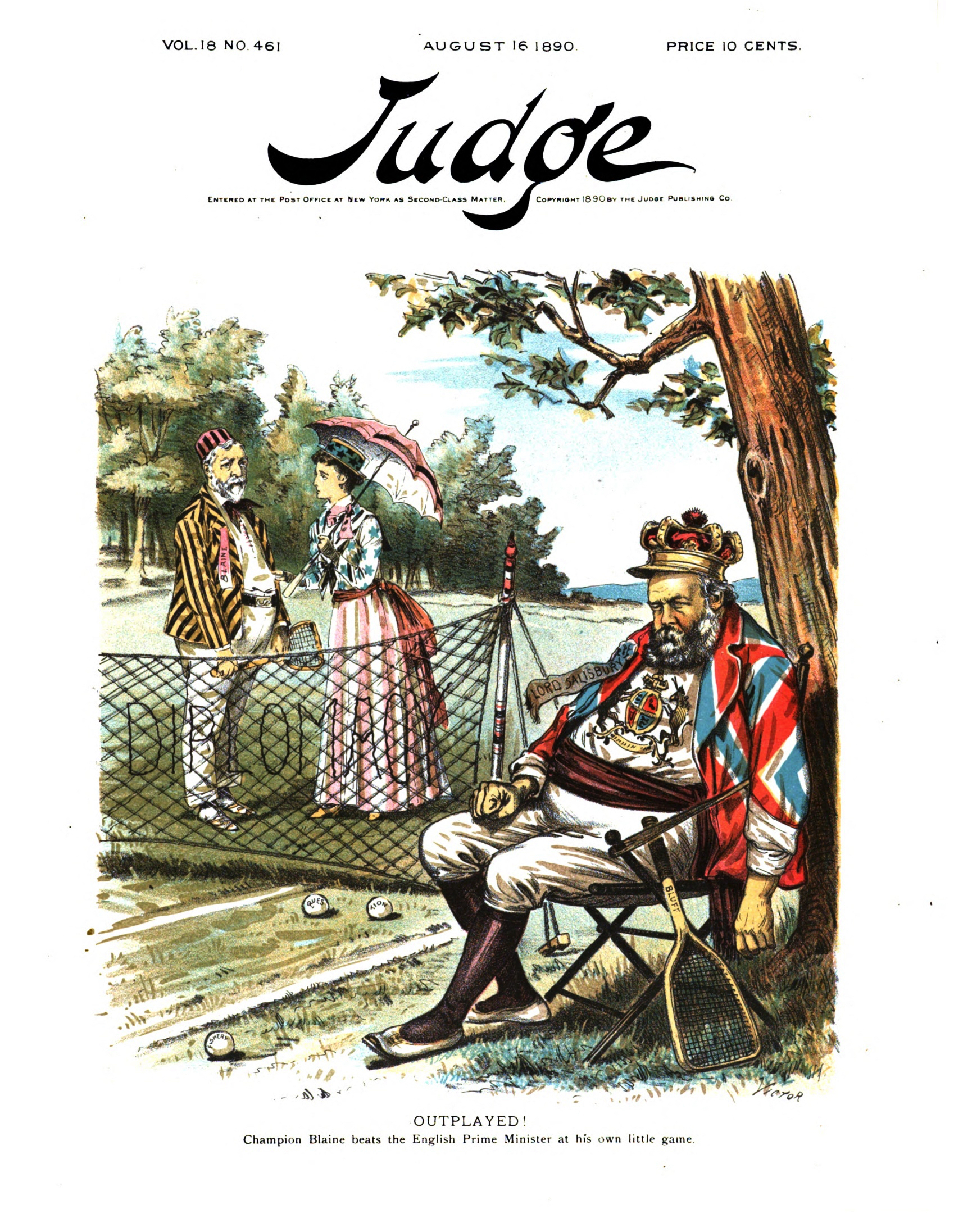
Cette caricature de 1890 dépeint Blaine damant le pion au Premier ministre britannique Robert Gascoyne-Cecil.

Les premières prises de position de Blaine dans le domaine des affaires étrangères étaient celles d'un anglophobe réactionnaire mais, à la fin de sa carrière, il se montre plus modéré et nuancé dans ses rapports avec le Royaume-Uni,. Le premier dossier à impliquer Londres lorsque Blaine est secrétaire d'État est un désaccord au sujet de la chasse aux phoques. Une loi votée en 1889 a obligé Harrison à l'interdire dans les eaux de l'Alaska, mais les chasseurs canadiens estiment avoir le droit de continuer à y chasser. Peu après, la marine américaine saisit plusieurs navires canadiens au large des îles Pribilof. Blaine entame des négociations avec le Royaume-Uni et les deux gouvernements s'accordent pour soumettre la question à l'arbitrage d'un tribunal neutre. Blaine n'est cependant plus en fonction lorsque le tribunal se réunit et rend son verdict : la chasse aux phoques est de nouveau autorisée, quoiqu'un peu plus réglementée, et les États-Unis sont contraints de payer 473 151 dollars de dommages et intérêts,.
Au même moment que l'affaire des îles Pribilof, un incident survenu à La Nouvelle-Orléans provoque une crise diplomatique avec l'Italie. Le chef de la police de La Nouvelle-Orléans, David Hennessy, a été assassiné le 14 octobre 1890 à la suite d'une opération de répression contre la mafia. Lorsque les meurtriers présumés sont acquittés le 14 mars 1891, une foule en colère envahit la prison et assassine onze d'entre eux. Comme beaucoup, parmi les tués, sont des citoyens italiens, le ministre d'Italie à Washington, Saverio Fava (en), s'en indigne auprès de Blaine. Celui-ci explique que le gouvernement fédéral ne contrôle pas la manière dont les États fédérés traitent les affaires criminelles et Fava annonce qu'il se retire avec sa légation. Blaine et Harrison considèrent que les Italiens surréagissent et ne font rien. La tension retombe lentement et, près d'un an plus tard, le ministre italien revient aux États-Unis pour négocier une compensation. Après quelques débats internes — Blaine cherche une voie de conciliation tandis que Harrison est réticent à l'idée d'admettre une faute —, le gouvernement américain accepte de payer une indemnité de 25 000 dollars et les relations diplomatiques entre les deux pays reprennent leur cours normal,.

## Retraite et mort

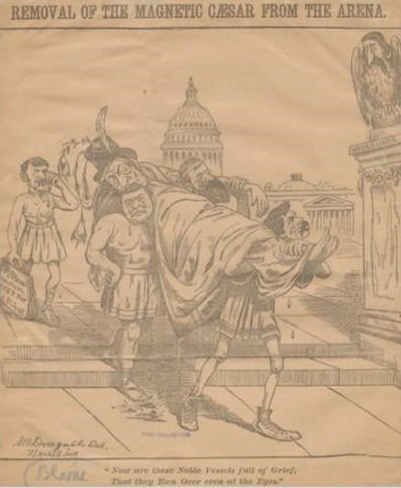
Mort et funérailles de Blaine du point de vue d'un caricaturiste.

Blaine s'est toujours cru de santé fragile, mais lorsqu'il rejoint le cabinet de Harrison, il est réellement malade. Alors qu'il est secrétaire d'État, la mort soudaine de deux de ses enfants, Walker et Alice, en 1890, le frappe durement. Un autre de ses fils, Emmons, meurt en 1892. Éprouvé par cette tragédie familiale et par sa santé déclinante, Blaine décide de prendre sa retraite et démissionne de son poste le 4 juin 1892. Néanmoins, comme sa démission intervient trois jours avant le début de la convention nationale républicaine de 1892 (en), Harrison le soupçonne de préparer une candidature rivale.
Au vu de l'impopularité de Harrison, nombre d'anciens partisans de Blaine encouragent celui-ci à se porter candidat. Blaine a pourtant déclaré des mois avant sa démission qu'il ne briguerait pas l'investiture, mais certains de ses amis, comme le sénateur de Pennsylvanie Matthew Quay (en) et James S. Clarkson, président du Comité national républicain, prennent cela pour de la fausse modestie et œuvrent à le faire élire malgré tout. Lorsque Blaine démissionne, ses partisans croient sa candidature certaine, mais la majorité du parti se range derrière le président sortant. Harrison est réinvesti dès le premier tour de scrutin, mais les délégués pro-Blaine les plus irréductibles parviennent tout de même à placer leur champion en seconde place avec 182 voix et un sixième.
Blaine passe l'été 1892 à Bar Harbor et, à l'exception d'un discours qu'il prononce à New York en octobre, ne s'implique nullement dans la campagne présidentielle. Harrison, vainqueur de Cleveland en 1888, est cette fois nettement battu par son rival démocrate. Lorsque Blaine rentre à Washington à la fin de l'année, il se réconcilie avec Harrison. Néanmoins, la santé de Blaine se dégrade rapidement durant l'hiver 1892-1893 et il meurt à son domicile de Washington le 27 janvier 1893, quatre jours avant son soixante-troisième anniversaire. Les obsèques sont célébrées à l'église des Covenantaires, selon le rite presbytérien, et il est inhumé au cimetière d'Oak Hill à Washington. En 1920, sa dépouille est réinhumée dans le Blaine Memorial Park à Augusta, dans le Maine.

## Postérité
Figure majeure du Parti républicain en son temps, Blaine tombe assez vite dans l'oubli après sa mort. Son nom refait néanmoins surface à l'occasion de l'élection présidentielle américaine de 2016, pendant laquelle tant Hillary Clinton que Donald Trump lui sont comparés. La situation de Blaine en 1884 est mise en parallèle avec celle de Clinton : ancien secrétaire d'État, Blaine voit sa campagne compromise par des accusations de corruption. À l'inverse, son recours au sentiment anti-chinois est comparé à la rhétorique anti-musulmane de Trump. De même, les Mugwumps qui s'opposaient à Blaine en 1884 sont assimilés au mouvement Never Trump (en).
Plusieurs lieux sont nommés en son honneur : le comté de Blaine dans l'Idaho ; le comté de Blaine dans le Montana ; le comté de Blaine dans le Nebraska ; la ville de Blaine dans l'État de Washington ; et le Blaine Memorial Park à Augusta, dans le Maine. L'écrivaine Mary Abigail Dodge (nom de plume Gail Hamilton), une amie intime de la famille, a écrit un livre en sa mémoire : Biography of James G. Blaine, publié en 1895.